# Кожуховський Роман Степанович
Роман Степанович Кожуховський (нар. 24 січня 1979, Вінниця, УРСР) — український футболіст, півзахисник, тренер. З 8 червня 2018 року помічник тренера клубу Карпати (Львів).

## Кар'єра гравця
Займатися футболом почав з шестирічного віку в ДЮСШ міста Армянська. Потім він грав за дубль «Титана» з міста Армянськ, а після переїзду до Феодосії почав виступати за місцеві клуби «Політехнік» і «Кафа». У 2006 і 2011 роках грав за «Авангард (Джанкой)». У 2016 році був граючим тренером в естонському клубі «Локомотив» з Йихві, за який провів десять матчів і забив три м'ячі.

## Кар'єра тренера
Свою тренерську кар'єру розпочав у 2004 році в Феодосійському міському фізкультурно-спортивному товаристві «Динамо» імені Андрія Несмачного. У 2008 році обіймав посаду помічника головного тренера футбольного клубу «Авангард (Джанкой)», а з 2009 по 2010 рік став головним тренером команди. У 2011 році отримав ліцензію «С» тренера Федерації Футболу України, а в лютому 2013 року «В» — диплом УЄФА. У 2014 році пройшов навчання в Центрі ліцензування Федерації футболу України за програмою «А» — диплом УЄФА та отримав відповідну ліцензію. 2015 року почав навчатися за програмою «ПРО» — диплом УЄФА, а в лютому 2017 року успішно захистився й отримав відповідну ліцензію.
З 2014 по червень 2015 року очолював дубль футбольного клубу «Калев» з Сілламяе. Влітку цього ж року Роман очолив естонський «Локомотив», який виступав у другій лізі, у липні 2016 року залишив пост головного тренера і перейшов працювати помічником тренера в словенському клубі вищої ліги «Копер», в якому пропрацював до кінця вересня. З липня 2015 по червень 2016 року працював тренером в Йихвіській футбольній школі. Наприкінці жовтня стало відомо, що Роман може повернутися в грудні в естонський ««Локомотив»», а в листопаді з'явилася новина про часткове об'єднання двох клубів Іда-Вірумаа — «Ярве» з Кохтла-Ярве та «Локомотива» з Йихві. А головним тренером «Ярве» став Роман Кожуховский. У квітні 2017 року був визнаний найкращим тренером березня перший ліги Б. 22 липня стало відомо, що Роман покинув футбольний клуб «Ярве».